# Бій за Бердичів (1918)
Бій за Бердичів (25 — 26 лютого 1918 року) — наступальна операція військ УНР на Правобережній Україні проти більшовицького загону В. Кіквідзе під час першої радянсько-української війни. Українські війська розбили більшовиків та зайняли місто до приходу союзної німецької армії.

## Передісторія

### Відступ військ УНР з Києва
8 лютого 1918 року, після триденних кровопролитних вуличних боїв із більшовиками, з Києва були евакуйовані залишки підрозділів армії УНР. У Гнатівці під Києвом зібралося майже три тисячі вояків — бійців «іменних» полків, юнкерів, вільних козаків і офіцерів-добровольців. У Шпитьках розмістилися підрозділи Гайдамацького кошу С. Петлюри.
У ніч на 9 лютого відбулось переформування українського війська у Гнатівці. Частину бійців демобілізували, найбільш мотивованих добровольців зібрали в одну Запорізьку бригаду, командиром якої став полковник Костянтин Прісовський. Стрілецький курінь Євг. Коновальця та Гайдамацький курінь С. Петлюри були збережені як окремі підрозділи та уникли часткової демобілізації.

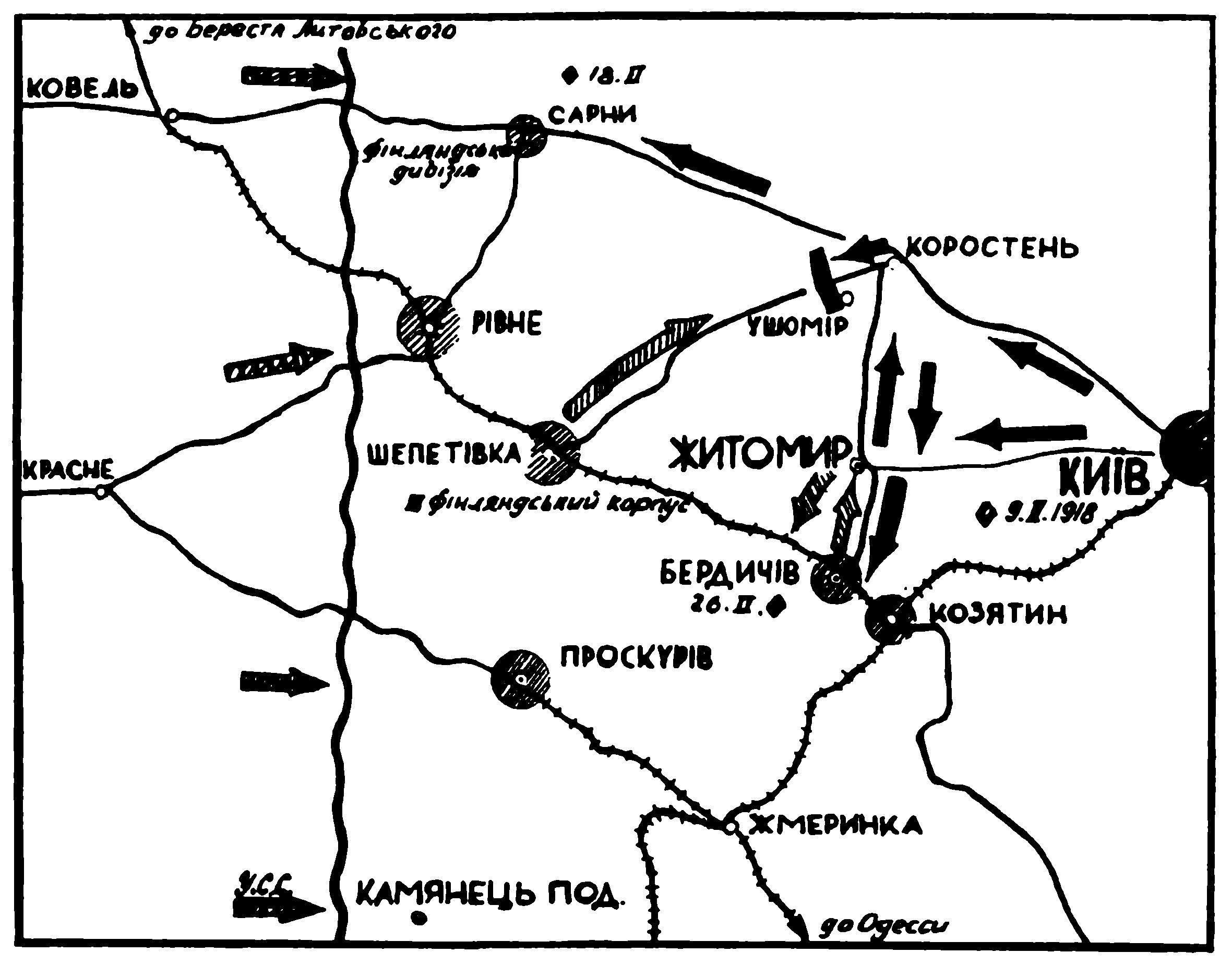
Бойові дії на Правобережній Україні у лютому 1918 року

9 лютого делегація УНР підписала Брестський мир із Центральними державами. Договір передбачав припинення бойових дій Першої світової війни на Східному фронті, визнання незалежності УНР та зобов’язання Німеччини і Австро-Угорщини надати військову допомогу Києву для відновлення територіальної цілісності УНР.
Захоплення Києва та підписання Брестського миру призвело до швидкого розкладання більшовицьких військ. Солдати більшовизованих частин старої російської армії хотіли якомога скоріше повернутися додому, вважаючи, що Українська Центральна Рада вже розгромлена. Війська М. Муравйова у Києві також були деморалізовані величезними втратами. Як наслідок, війська УНР після відступу зі столиці ніхто не переслідував.
Станом на початок лютого більша частина Правобережної України була захоплена більшовизованими військами 7-ї армії, що наступали від старого російсько-німецького та російсько-австрійського фронтів. 1-й корпус займав Луцьк, 12-й корпус — Рівне та Проскурів, 2-й корпус — Шепетівку, Козятин і Фастів. Проте після падіння Києва боєздатність зберегли лише підрозділи 12-го корпусу, інші — стрімко демобілізувалися та пробивалися додому, в Росію. Найбільш боєздатним був більшовицький загін В. Кіквідзе, що вів бої з українськими військами між Рівним і Сарнами.
10 лютого війська К. Прісовського зайшли до Житомира, де з’єдналися із залишками 1-ї бригади 1-ї Української дивізії полковника Н. Никонова, які відійшли після боїв під Фастовом, та одеськими гайдамаками, що пробилися до міста з півдня. 13 — 14 лютого «запорожці» та січові стрільці зайняли Коростень, 15 лютого — Олевськ.

### Перший бій під Бердичевом
Над загоном В. Кіквідзе нависла загроза бути відрізаним від решти сил більшовизованого 12-го корпусу. Більшовицький командир покинув Сарненський фронт і передислокував свій підрозділ до Бердичева. У планах Кіквідзе було захопити Житомир і там дочекатися підходу основних сил М. Муравйова з Києва. 17 лютого на залізниці між Бердичевом і Житомиром відбувся перший бій між загоном Кіквідзе і Запорізькою бригадою УНР. Протистояння тривало до вечора, з настанням темряви обидві сторони повернулися до своїх міст. Більшовики почали окопуватися на околицях Бердичева, плануючи перетворити це місто на свій опорний пункт.

### Німецькі плани наступу на Бердичів

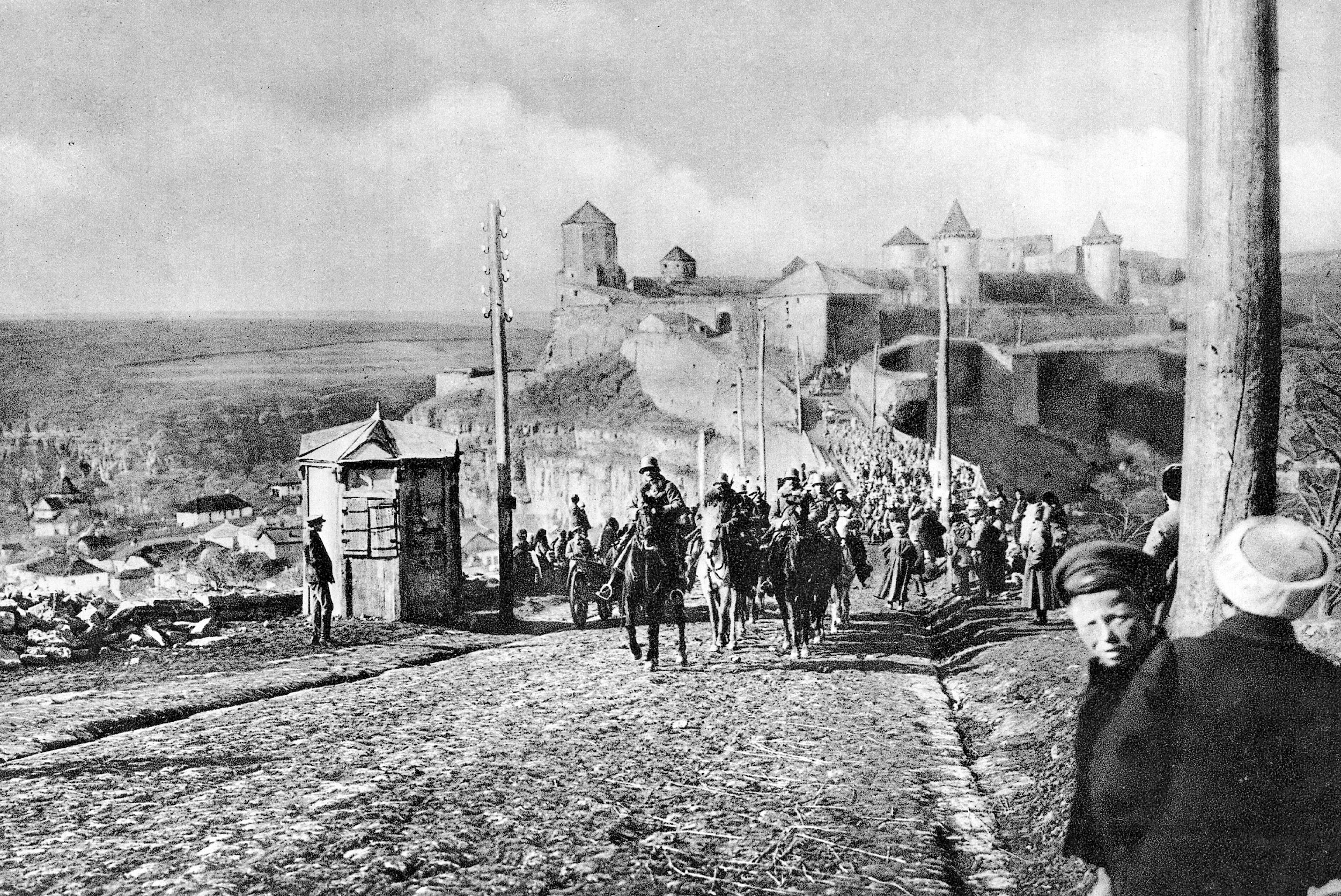
Вступ австро-угорських військ до Кам'янця-Подільського. Лютий 1918 року

18 лютого Німецька імперія вступила у війну на боці Української Народної Республіки. 19 лютого німецькі війська зайняли Луцьк і Рівне, у той же день у Сарнах відбулась зустріч союзників — підрозділів німецької армії та армії УНР. До штабу Запорізької бригади у Житомирі прибули німецькі офіцери для спільного планування бойових операцій. Український генерал В. Бронський був відряджений до німецького штабу фронту.
21 лютого німецькі війська зайняли Новоград-Волинський. Два корпуси союзників готували наступ на Бердичів і Коростень. В цих умовах командування армії УНР вирішило провести самостійну наступальну операцію проти загону В. Кіквідзе. Визволення Бердичева власними силами до приходу німецьких сил українські військові вважали справою честі. Паралельно на Подільському напрямку 12-а українізована дивізія генерала П. Єрошевича планувала операцію зі звільнення Кам’янця-Подільського від решти більшовизованих підрозділів 12-го корпусу — до приходу австро-угорських військ.

## Сили сторін
Операцію із визволення Бердичева розробив полковник К. Прісовський спільно зі своїм штабом — генералом Ол. Натієвим і підполковником Л. Балицьким. Для її проведення вдалося зібрати значні сили:
1. Запорізька бригада:

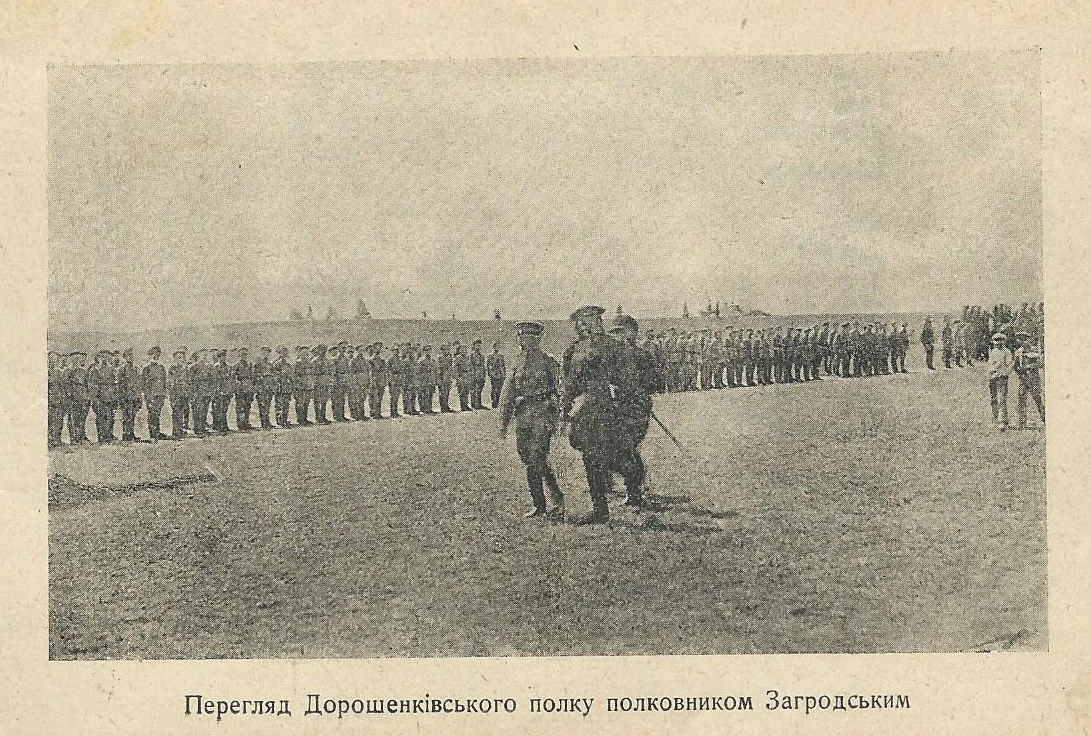
1-й Запорізький полк ім. П. Дорошенка навесні 1918 року

- 1-й Запорізький курінь ім. П. Дорошенка на чолі з сотником Ол. Загродським — 250 — 300 багнетів;
- 2-й Запорізький «Республіканський» курінь на чолі з прапорщиком Мацюком — 400 — 450 багнетів;

Кінна сотня 3-го Запорізького куреня — 100 шабель;
Кінно-гірська батарея полковника Ол. Алмазова — 4 гармати;
1-а легка батарея сотника С. Лощенка — 2 гармати;
2-а легка батерея сотника Л. Савицького (Савінського) — 4 гармати;
Всього — 800 багнетів, 100 шабель, 10 гармат.
2. 1-а бригада 1-ї Української дивізії полковника Н. Никонова — 600 — 700 багнетів.
3. Гайдамацький курінь С. Петлюри — 300 багнетів
- 1-й Гайдамацький гарматний дивізіон капітана Макарова:
  - 1-а батарея штабс-ротмістра К. Смовського — 2 гармати;
  - 2-а батарея поручника Одинця — 2 гармати;
  - 3-я батарея поручника Висоцького — 2 гармати.

Всього — 1 700 — 1 800 багнетів, 100 шабель, 16 гармат.
Загін Василя Кіквідзе складався зі збільшовизованих частин 19-ї дивізії 12-го корпусу російської армії, розбавлених «революційними» червоногвардійцями. Станом на лютий загін налічував 1 300 багнетів, 200 шабель при 6-ти гарматах на кількох бронепотягах. На озброєнні загону також були броньовики.

## Перебіг бойових дій
Наступати на Бердичів український штаб вирішив з двох напрямків — шепетівського (західного) та житомирського (північного). Для цього основні сили Запорізької бригади були перекинуті на ділянку залізниці Шепетівка — Бердичів. Імовірно, більшовики помітили цей маневр, бо приготувалися до українського наступу.
Зранку 25 лютого 1-й і 2-й Запорізькі курені почали наступ уздовж залізниці з боку Шепетівки та потрапили під сильний гарматний обстріл більшовиків. Місце бою докладно невідоме. Згідно з «Історією українського війська» З. Стефанова, це сталось за 10 кілометрів від Бердичева, отже, десь між селами Малою Татарнівкою та П’яткою. Інші українські джерела називають як місце бою «станцію Тетерів» (ймовірно, йдеться про станцію Романів).
Одразу після обстрілу більшовики перейшли у контрнаступ. Кіквідзе кинув у бій 73-й Кримський полк і червону гвардію. Українські частини не витримали натиску та почали відходити. Відступаючі лави «запорожців» атакувала більшовицька кіннота. 2-й Запорізький курінь почали обходити з флангів. Його командир, прапорщик Мацюк, утік з поля бою. Підрозділ міг бути повністю знищений, однак відступ прикрила вогнем батарея сотника Л. Савицького (Савінського). Українські артилеристи стріляли впритул по наступаючих кіннотниках, тому самі не встигли відійти. Всі вони, включно із командиром батареї, були порубані у нерівному рукопашному бою.

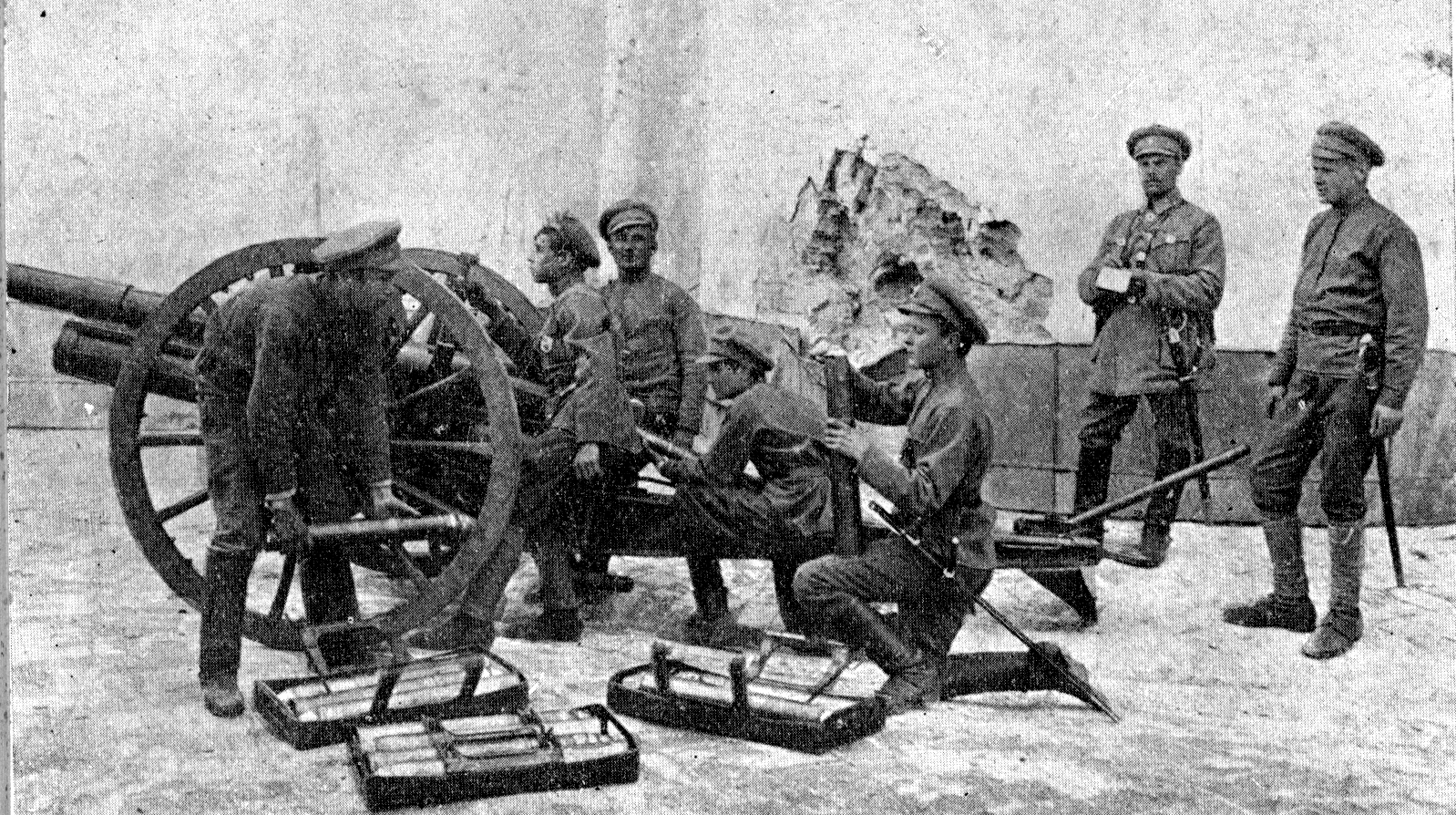
Артилеристи армії УНР

Це дало час командирам сотень привести свої підрозділи до ладу. Також підійшло підкріплення — Гайдамацький курінь С. Петлюри. Українці знову перейшли у наступ за підтримки вогню гармат Гайдамацького дивізіону. «Запорожцям» і гайдамакам вдалося розсіяти ворожу кінноту та змусити піхоту до відступу. Під час контрнаступу відбили і гармати 2-ї легкої батареї, а також тіла героїв-гармашів. У руки українців також потрапив ворожий броньовик, ще один більшовики підірвали під час відступу. До вечора останні більшовицькі частини відступили до Бердичева. Командування 2-м Запорізьким куренем прийняв полковник П. Болбочан.
26 лютого наступ на Бердичів почався одночасно з двох напрямків. Від Житомира наступала 1-а бригада полковника Н. Никонова. Українські війська швидко просувалися та пополудні з боями увійшли до міста. Кіквідзе розпочав евакуацію своїх підрозділів. До вечора Бердичів був повністю звільнений. Відступаючи, більшовики знищили за собою залізничну колію. У боях за місто вони понесли важкі втрати, зокрема — загинуло двоє командирів полків. Був поранений і потрапив у полон командир червоної гвардії. Залишки загону Кіквідзе відійшли до Козятина, звідти вирушили до Фастова.

## Наслідки
27 лютого до Бердичева підійшли передові німецькі підрозділи. На той момент місто вже цілком підпорядковувалося українській владі.
Німецьке командування високо оцінило бойовий потенціал військ УНР. Було домовлено, що українські підрозділи будуть йти в авангарді німецьких корпусів, що наступали на Київ (раніше німці планували діяти власними силами).
28 лютого у бою під Северинівкою війська УНР знову розбили загін В. Кіквідзе, підсилений іншими нашвидкуруч зібраними частинами. Це були останні більшовицькі підрозділи, що обороняли Київ — решта військ вже були евакуйовані.
1 березня «запорожці», гайдамаки та січові стрільці вступили до Києва.

## Вшанування подвигу українських артилеристів
Тіла українських артилеристів, що пожертвували собою, стримуючи натиск більшовиків, з почестями поховали на Аскольдовій могилі у Києві.
12 березня наказом Військового міністерства УНР №35 2-й легкій батареї Запорізької бригади присвоїли ім’я сотника Савицького. Ця батарея проіснувала до кінця 1919 року.
У лютому 2016 року провулок Войкова у Житомирі був перейменований на «провулок Сотника Савінського».